# Heinrich von Mendel-Steinfels

Heinrich von Mendel-Steinfels

Heinrich Carl Joseph Ritter von Mendel, Edler von Steinfels (* 2. Januar 1849 in Jetzendorf, Oberbayern; † 25. August 1902 in Griesbach, Niederbayern) war preußischer Landesökonomierat und Mitglied des Preußischen Abgeordnetenhauses.

## Leben
Mendel-Steinfels, Sohn des Eduard Ritter von Mendl (* etwa 1823) und der Anna Hutter (* etwa 1825), war gelernter Landwirt und lebte zunächst einige Jahre in den USA. Im Jahr 1880 wurde er Generalsekretär der „Oldenburgischen Landwirtschaftsgesellschaft“, 1887 wurde er Generalsekretär im „Landwirtschaftlichen Central-Verein“ und ab 1896 der Landwirtschaftskammer der Provinz Sachsen.
Im Jahr 1893 wurde er königlich preußischer Landesökonomierat. Mendel-Steinfels war im Bund der Landwirte aktiv, Mitglied im Vorstand des „Bimetallistenbundes“ und Dozent für Landwirtschaft an der Universität Halle. Von 1894 bis 1902 war er für die Deutschkonservative Partei (DkP) Mitglied des Preußischen Abgeordnetenhauses.
Er beschäftigte sich intensiv mit der Idee der Genossenschaften und war bei der Gründung von Raiffeisen-Vereinen beteiligt. Außerdem verfasste er diverse Schriften zu landwirtschaftlichen Themen.
Mendel-Steinfels heiratete in erster Ehe am 12. September 1871 in Freising (Oberbayern) Anna Ludowika May (* 18. Juli 1852 in Augsburg; † 23. Juni 1885 in Oldenburg (Oldenburg)). In zweiter Ehe heiratete er am 1. Dezember 1887 in Essen Laura Berghaus (* 23. November 1855; † ?).